# Aéroport de Coronation
L'aéroport de Coronation est un aéroport situé en Alberta, au Canada.